# 陈梓童
陈梓童（1989年10月30日—），生于江苏省南京市，中国大陆女歌手。2009年参加湖南卫视《快乐女声》，成为全国300强选手；2014年5月28日成为韩国经纪公司CJ E&M及北京世纪乐成文化传媒公司的旗下歌手，正式出道并发表个人首张迷你专辑；2015年参加浙江卫视《中国好声音第四季》，加入周杰伦战队，最终获得周杰伦队冠军、全国总决赛亚军。

## 生平

### 早年经历
1989年10月30日，陈梓童出生于江苏省南京市的一个部队家庭。父亲是一名军人，拥有中校军衔，参加过1970年代的对越自卫反击战，立过三等功，之后主要负责后勤工作，目前已转业。因为父亲工作的关系，陈梓童的童年在广西（临近中越边境）的一个军队大院长大，从小家教甚严。陈梓童原本想当文艺兵，但后来考虑限制会很多，故没有考虑。初中时开始接触流行音乐，第一次听到的流行歌曲的就是周杰伦的《双截棍》。陈梓童大学时就读音乐制作专业，主要授课内容包括对口玩编曲、做音乐，她也是周杰伦主演电影《大灌篮》主题曲创作人沈懿的学生。2009年参加湖南卫视《快乐女声》，但止步于全国300强。

### 韩国经历
大学就读两年后（即2011年），陈梓童被韩国经纪公司选中，之后辍学赴韩国做了2年的练习生。当时经纪公司准备做一个中国女子组合，由于之后没找齐人，导致组合出道计划搁置。2013年，陈梓童被韩国经纪公司CJ E&M看中，在CJE&M旗下专业艺人培训机构M STUDIO接受了长达6个月的针对性特训及3个月的韩国强化型集训，同年参加湖北卫视《我的中国星》节目。
2014年5月28日，陈梓童成为韩国经纪公司CJ E&M及北京世纪乐成文化传媒公司的旗下歌手，正式出道并于6月11日发表个人首张迷你专辑《最后一击Last Shot》；同年参加韩国音乐排行节目《M! Countdown》的舞台，并登上韩国NAVER搜索实时排行榜排名第三位。

### 中国好声音
2015年7月17日，陈梓童在浙江卫视《中国好声音第四季》第一集盲选首次亮相（播出顺序也是第一个），演唱一首改编的《双截棍》赢得四位导师的“I WANT YOU”转身，并选择周杰伦作为导师；9月6日，在组内考核擂台赛上，周杰伦选择陈梓童成为组队四强；9月18日，在混战赛上，陈梓童演唱《可爱女人》与朗嘎拉姆对决，最终陈梓童晋级；9月30日，在“鸟巢冲刺夜”上，陈梓童演唱艾莉西亚·凯斯的经典歌曲《If I Ain't Got You》，最终以排名第二的成绩进入全国总决赛。在10月7日的全国总决赛上，陈梓童最终以41.47%的现场支持率，惜败张磊而获得全国总决赛亚军。

## 中国好声音比赛历程
| 期数   | 首播日期      | 比赛主题             | 演唱歌曲 | 结果                | 备注                                                      |
| ------ | ------------- | -------------------- | --- | ------------------- | --------------------------------------------------------- |
| 第1期  | 2015年7月17日 | 好声音盲选第1期      | 《双截棍》 | 选择周杰伦          | 庾澄庆、汪峰、那英、周杰伦4位导师都转身，最终选择周杰伦组 |
| 第8期  | 2015年9月6日  | 周杰伦组内考核擂台赛 | - 第一阶段：陈梓童PK柳畅源《刀剑如梦》，胜出 - 第二阶段：《Bang Bang》，胜出 | 最终晋级周杰伦组4强 | 周杰伦组冠军                                              |
| 第10期 | 2015年9月18日 | 混战赛第一周         | - 朗嘎拉姆《一剪梅》PK陈梓童《可爱女人》，以13:38的比分胜出 | 最终晋级全国十强    |                                                           |
| 第13期 | 2015年9月30日 | 鸟巢争夺夜           | - 李安、柳畅源、陈梓童、关诗敏、徐林、刘伟男《我要夏天》 - 《If I Ain't Got You》，获得89.1分 | 最终晋级全国五强    | 排名第二                                                  |
| 第14期 | 2015年10月7日 | 巅峰对战总决赛       | - 48名学员《我爱你中国》 - 《鞋子特大号组曲》（《鞋子特大号》+《牛仔很忙》，导师助唱）、《刀马旦》（个人演唱），以8,880票排名第二，成为冠军候选人 - 《黑色幽默》PK张磊（媒体投票31对66，观众投票支持率41.47%对58.53%。） | 在第三阶段中惜败    | 获得全国总决赛亚军                                        |

## 乘風破浪的姐姐2
- 第一次公演《現在不跳舞要幹嘛》
- 第二次公演《快樂寶貝》
- 第三次公演《孤寂者》
- 第四次公演《我管你》《給自己的歌》
- 第五次公演《達爾文》《姊妹》
- 成團之夜復刻秀《不屑完美》《Bazaar》

## 音樂作品

### 專輯
《TIFA陳梓童》（2021年6月發布）

### 迷你专辑
- 《最后一击Last Shot》（2014年6月11日发布）[9]

### 单曲
- 《go！精彩》（2014年6月25日发布）[14]
- 《女皇令》（2016年1月13日发布）
- 《做你的大英雄》（2016年3月发布）
- 《Hands Up》（2016年5月11日发布）
- 《Don't say》（2017年3月发布）
- 《心战》（2017年3月28日发布）
- 《观音阁》（2017年4月14日发布）
- 《未来》（2017年5月12日发布）
- 《我最驕傲愛過的人》（2018年6月29日发布）
- 《HUSTLE》（2018年7月27日发布）
- 《ANYTHING YOU WANT》（2021年5月28日发布）
- 《追夢之年》（2021年8月6日发布）
- 《ANYTHING YOU WANT》合唱版 feat.吳宇恒（2021年9月24日发布）
- 《筆記》翻唱 （2021年10月20日发布）
- 《關於她》翻唱EP 《達爾文》《你的微笑》《揮著翅膀的女孩》 （2021年10月29日发布）

## 演出

### 电影
- 《少年》 (2016年12月16日上映)
- 《环太平洋2》 (2018年3月23日上映)

### 综艺
- 2013年8月11日：湖北卫视《我的中国星》
- 2014年6月1日：浙江卫视《我爱记歌词》

- 2014年10月10日起：优酷《韩流带你去旅行》[15]
- 2014年11月15日：河北卫视《中华好民歌》[16]
- 2018年7月：爱奇艺《中国新说唱》
- 2021年 乘风破浪的姐姐 (第二季)

## 获奖与提名
- 2015年12月 “网易有态度人物盛典”最有态度新锐女歌手奖[17]
- 2016年12月 “第11届劲歌王全球华人年度音乐盛典”飞跃歌手奖
- 2017年7月29日 流行金曲排行榜·新声力量集结号颁奖盛典最流行·受欢迎女歌手奖、最流行·受欢迎单曲奖《观音阁》
- 2018年1月27日 流行音乐年度盛典年度最佳新人奖[18]
- 2018年3月25日 第25届东方风云榜音乐盛典东方新人奖